# Herma Schurinek
Herma Schurinek, född 15 juli 1902, död (uppgift saknas), var en österrikisk friidrottare med kortdistanslöpning som huvudgren. 
Schurinek blev bronsmedaljör vid damspelen 1931 och var en pionjär inom damidrott.

## Biografi
Herma Schurinek föddes 1902, i ungdomen började hon intressera sig för friidrott och senare gick hon med i idrottsföreningen ”Vienna” i Wien.
Hon tävlade främst i löpgrenar (kortdistanslöpning 60 meter, 100 meter och 200 meter) men även hoppgrenar (främst längdhopp).
1931 deltog Schurinek vid Olimpiadi della Grazia 29–31 maj i Florens, under denna tävling tog hon bronsmedalj i Svensk stafett (med Schurinek, Veronika Kohlbach, Lisl Perkaus och Maria Weese).
Schurinek var flerfaldig österrikisk mästare: i löpgrenar med löpning 100 meter (1925, 1927, 1929 och 1930), 200 meter (1929), stafettlöpning 4 x 100 meter (1926, 1928, 1929 och 1930), stafettlöpning svensk stafett (1928 och 1930), i hoppgrenar med längdhopp (1926 och 1927). Resultaten i flera mästartitlar (i löpning 100 meter, stafett och längdhopp) utgjorde även nationsrekord.